# Старкон
«Старкон» (Starcon) — старейший и крупнейший в СНГ фестиваль фантастики, кино и науки. С 2012 года проходит в Санкт-Петербурге в летнее время.

## Формат
Фестиваль состоит из 5 основных зон:
- 1. Главная сцена.

Зона представляет собой отдельный павильон со сценой равной 25x17 квадратным метрам, предназначенной для официальных моментов фестиваля, выступление косплееров, награждения лауреатов конкурсов, а также ночной дискотеки;
- 2. Стендовая зона.

Центральная зона фестиваля, включающая в себя:
- Фанатские стенды по фильмам, книгам, сериалам и играм. Участники стендов в организуют развлекательные мероприятия для посетителей фестиваля в пределах зоны размещения.
- Магазины, занимающие десятую долю зоны, предлагают сувенирную продукцию, тематические товары для фанатов гик-культуры.
- Игровую зону с живыми квестами, настольными и видеоиграми, интерактивными развлечениями и комикс-зону, где художники-комиксисты и иллюстраторы организовывают для гостей фестиваля мастер-классы по созданию комиксов.
- 3. Научная зона.

Включает в себя выставку научно-популярных экспонатов, макетов космических кораблей и проектов в научно-исследовательском направлении. С 2015 года «Старкон» организует научную конференцию «Парсек», где в течение фестиваля идут лекции российских ученых и популяризаторов науки.
- 4. Кинотеатр.

На фестивале проходят показы громких премьер года и обращения авторов картин к посетителям «Старкона». В 2016 году прошел предпоказ фильма «Человек-муравей», а в 2017 году «Малыша на драйве» смогли посмотреть 1200 посетителей за три недели до официального проката в России. В кинотеатре проходят лекции и мастер-классы о процессах кинопроизводства, которые наглядно показывают на ход создания фильма изнутри;
- 5. Спортивная зона.

Представлена ( с 2016 года) открытой спортивной зоной с веревочным парком, скалодромом, батутной ареной, магазинами спортивного питания, турниром по лазертаг и стрельбе из лука.
В 2017 году фестиваль провёл конкурс короткометражного кино.

«Старкон» помогает людям изучить интересующие темы, пользуясь прямыми контактами. Фестиваль представляет из себя площадку для общения, где предоставляется шанс познакомиться и обменяться контактами с организаторами проектов, писателями, художниками, бизнесменами, представителями киностудии и даже космонавтами.  
Очень трудно написать о Старконе коротко. Это событие вызывает слишком много мыслей, чувств, он необъятен и безграничен. Старкон - это сложная мозаика, состоящая из множества деталей: косплей, стенды, научная секция, лекции, вечеринка и т.д. #Старкон часть моей души.Участник фестиваля
Прочитать цитату полностью

## До 2013 года
Первый фестиваль «Старкон» прошел в 2000 году в Москве. Он был в полушутку организован участниками "звездновойновского" форума как повод развиртуализироваться и проходил на частной квартире, конкретно организатором данного фестиваля участник с форума под именем «Тень». В первом Старконе участвовало около 20 человек.
Изначально фестиваль задумывался, как площадка для сбора поклонников вселенной Звёздных войн. В таком виде он просуществовал с 2000 по 2010 год, собирая на встречи от 100 до 300 человек.
В 2011 году «Старкон» расширил тематику до научной фантастики и собрал более 350 человек.
В 2012 году фестиваль был передан Игорю Пылаеву и команде организаторов Geekers. Под их руководством:
- фестиваль был перенесен в Санкт-Петербург;
- расширилась тематика фестиваля. «Старкон» стал фестивалем, посвященным фантастике в поп-культуре: тематическим сериалам, фильмам и анимации, литературе, играм и комиксам;
- появилась научная секция, рассказывающая о достижениях современной космонавтики.

## 2013 год
В 2013 году «Старкон» сменил место проведения на экспоцентр «Гарден Сити», став первым мероприятием данной тематики, проходящим вне стен домов культуры.
В рамках мероприятия состоялась презентация первого выпуска комикса Adventure Time на русском языке и премьера первого российского зомби-фильма «Зима мертвецов: Метелица».
В 2013 году фестиваль «Старкон» посетило более 5 000 человек.

## 2014 год
В 2014 году «Старкон» снова сменил место проведения — в этот раз фестиваль прошел в выставочном комплексе «Ленэкспо».
Впервые на фестивале была организована секция кино, в рамках которой были проведены:
- специальные показы фильмов «Мстители», «Тор 2: Царство тьмы», «Железный человек 3», «Голодные игры», «Первый мститель: Другая война» в формате RealD;
- эксклюзивный показ от The Walt Disney Company: 9 минут фильма «Стражи Галактики» и специальное видеообращение режиссёра фильма Джеймса Ганна;
- премьера фильма «Планета обезьян: Революция» от студии «Двадцатый Век Фокс»

Специальными гостями фестиваля стали:
- Андрей Борисенко — лётчик-космонавт РФ, Герой России;
- Дмитрий Громов и Олег Ладыженский — украинские писатели-фантасты, пишущие под псевдонимом Генри Лайон Олди;
- Мария Семёнова — писатель, автор легендарного «Волкодава»
- Стас Давыдов — ведущий интернет-шоу «This is Хорошо»;
- Андрей Емельянов - член Федерации космонавтики, Заслуженный испытатель космической техники.

В 2014 году фестиваль «Старкон» посетило более 15 000 человек.

## 2015 год
В 2015 году «Старкон» снова прошел на площадке выставочного комплекса «Ленэкспо», но впервые длился три дня и полностью занял три павильона комплекса, включая уличную зону. Общая площадь фестиваля составила 20 000 квадратных метров, а число участников превысило 40 000 человек.
В рамках секции кино были проведены:
- специальные показы фильмов «Интерстеллар», «Стражи Галактики», «Безумный Макс: Дорога ярости», «Человек-муравей», «Kingsman: Секретная служба», «Мстители: Эра Альтрона» и «Терминатор: Генезис»;
- премьера фильма «Фантастическая четвёрка» студии «Двадцатый Век Фокс».

Специальные гости фестиваля
- Елена Серова — космонавт, испытатель отряда центра подготовки космонавтов имени Ю. А. Гагарина. Герой России (2016), лётчик-космонавт РФ (2016).;
- Марк Серов — начальник летно-испытательного отдела «Энергии»;
- Александр Хохлов — эксперт, популяризатор космонавтики, конструктор Центрального научно-исследовательского и опытно-конструкторского института робототехники и технической кибернетики (ЦНИИ РТК);
- Геннадий Жупахин — Рок-музыкант, гитарист панк-рок-группы «Грэк и Дред»;
- Роман Рогов — Создатель и руководитель сообщества «Музей будущего»[10];
- Андрей Емельянов — Член Федерации космонавтики России, заслуженный испытатель космической техники;
- Виталий Егоров — Сотрудник российской частной космической компании «Даурия Аэроспейс», блогер и популяризатор космонавтики;
- Александр Чирцов — профессор Университета ИТМО. Двадцатипятилетний опыт преподавания и чтения курсов общей физики в вузах Петербурга. Руководитель более чем 15 грантов, автор около 190 научных публикаций, двух учебных пособий и четырёх мультимедийных электронных учебников;
- Дмитрий Пучков — российский писатель, публицист и переводчик, известный под творческим псевдонимом «старший оперуполномоченный Goblin». Разработчик компьютерных игр, блогер.;
- Дмитрий Рус — писатель-фантаст;
- Мария Семёнова — русская писательница, литературный переводчик;
- Данила Поперечный[11] — популярный стендап артист и видеоблогер[12];
- Александр Соколов — видеоблогер[13], критик и обзорщик кино;
- Виктория Кисимяка — видеоблогер[14].

## 2016 год
В 2016 году Старкон прошел 8-10 июля в конгрессно-выставочном центре «Экспофорум» и расположился в павильонах F и G, а также конгресс-центре комплекса. Общая площадь фестиваля составила более 32 000 квадратных метров. За 3 дня его посетителями стали свыше 65000 участников из 40 стран мира.
Впервые на фестивале при поддержке Федерации космонавтики и Института космических исследований РАН была организована выставка советской и российской космической техники. В рамках фестиваля прошли 2 научные конференции — Парсек и Science Slam, где со своими исследованиями выступили ученые и популяризаторы науки из России и Европы, а также космонавты Олег Артемьев и Александр Лазуткин.
Конкурс косплея вышел на международный уровень — свыше 200 участников со всего СНГ судили известные косплееры из США, Финляндии, Германии, Украины и России, победители крупных международных конкурсов.
Благодаря возможностям новой площадки на Старконе появилась зона активного отдыха, представляющая различные спортивные и экстремальные дисциплины.
Также на фестивале работала открытая студия, транслировавшая онлайн самые значимые события Старкона и интервью с гостями фестиваля.
Специальные гости фестиваля
- Олег Артемьев — российский космонавт-испытатель отряда ФГБУ «НИИ ЦПК имени Ю. А. Гагарина», 118-й космонавт СССР/России и 537-й космонавт мира;
- Александр Лазуткин — российский лётчик-космонавт, Герой Российской Федерации (10 апреля 1998 года);
- Алантим — Робот-сотрудник МТИ;
- Илья Найшуллер — российский музыкант, актёр, кинорежиссёр, сценарист, продюсер, композитор. Режиссёр фильма Хардкор[17];
- Biting Elbows — российская инди-рок-группа, основанная в 2008 году в Москве;
- Максим Брандт — видеоблогер[18], участник дуэта «ЛизззТВ»;
- Константин Павлов — видеоблогер[19], участник дуэта «ЛизззТВ»;
- Роман Усатов-Ширяев — Генеральный директор группы компаний Robotikum[20];
- Евгений Леутин — Специалист по выходу во внешний мир команды разработчиков видеоигр Ice-Pick Lodge;
- Александр Хохлов — Эксперт, популяризатор космонавтики, конструктор Центрального научно-исследовательского и опытно-конструкторского института робототехники и технической кибернетики (ЦНИИ РТК);
- Павел Добрынин — Научный сотрудник Центра геномной биоинформатики им. Ф. Г. Добржанского[21];
- Виталий Егоров — Сотрудник российской частной космической компании «Dauria Aerospace», блогер и популяризатор космонавтики;
- Антон Громов — Баллистик общественного проекта лунного спутника, постоянный ведущий онлайн-трансляций пусков SpaceX;
- Андрей Садовский — Заведующий Научно-образовательным центром ИКИ РАН (НОЦ ИКИ РАН);
- Андрей Емельянов — Член Федерации космонавтики России, заслуженный испытатель космической техники;
- Янина Ледовая — Старший преподаватель кафедры общей психологии СПбГУ, специалист в области социальных сетей и телесных феноменов в познании;
- Елена Емельянова — Популяризатор космонавтики, Федерация космонавтики РФ;
- Станислав Юрченко — Инженер Ракетно-космической корпорации «Энергия» им. С. П. Королёва[22];
- Петр Левич — Сооснователь Future Foundation, директор департамента взаимодействия технологий и общества Московского технологического института[23];

## Старкон: Хэллоуин
В августе 2016 организаторы фестиваля представили новое мероприятие — тематический фестиваль, посвященный популярному празднику Хэллоуину. Мероприятие прошел в Ленэкспо 29-30 октября 2016 и представлял собой большой двухдневный квест по мотивам различных хоррор-вселенных. Классические зоны фестиваля в рамках уменьшенного формата были сохранены.

## 2017 год
В 2017 году Старкон прошел с 28 по 30 июля в конгрессно-выставочном центре «Экспофорум», расположившись в 2-х павильонах, 3-х уличных зонах, 6-ти конференц-залов и кинозале. Общая площадь фестиваля составила 35 000 квадратных метров. За 3 дня его посетителями стали свыше 60000 участников из 40 стран мира.
В рамках фестиваля в пятый раз работали научные залы с лекторами из самых разных областей науки, а в главном павильоне фестиваля разместилась большая выставочная зона площадью свыше 2000 кв.м.. Присоединились вузы, частные космические компании, музеи, планетарии, космические художники, выставка космических микроминиатюр, документальные фильмы о космосе, космические игры и многое другое.

В 2017 году прошла пятая конференция Парсек, которую организовал просветительский проект «Лекториум». На протяжении трёх дней работали четыре больших лектория на 250 мест каждый. Главным событием первого дня конвента стала прямая трансляция запуска космического корабля «Союз МС-05», организованная при поддержке госкорпорации «Роскомос». Запуск нового корабля к МКС с главной сцены фестиваля комментировали популяризатор космонавтики Александр Хохлов и герой России, летчик-космонавт Александр Скворцов.
Я благодарен, что меня пригласили. Я, когда соглашался, то интуитивно почувствовал, что мне здесь понравится. И когда я зашел сюда, то был удивлен масштабностью мероприятия, огромным количеством людей абсолютно разных, но которые объединены одной идеей чего-то достичь. Символ фестиваля – ракета.
И не зря! Она нарисована в момент полета через атмосферу. Летит все время выше и дальше как символ самосовершенствования. В принципе человек, личность, умение работать в команде – здесь это наблюдается, это видно. Прекрасная атмосфера, получаешь удовольствие от общенияАлександр Скворцов
Научной зоной заинтересовался генеральный консул Японии в Санкт-Петербурге Масанори Фукусима и приехал в гости к участникам фестиваля.
На фестивале свыше 1200 косплееров не только из России, но и из стран ближнего зарубежья. В 2017 году участникам предстояло тяжелое соперничество в 14 различных номинациях.
Общий призовой фонд фестиваля составил 700 000 рублей.
В рамках секции кино проведены:
- Специальные показы фильмов: «Отряд самоубийц», «Прибытие», «Чудо-женщина» в 3D.
- Премьеры фильмов «Терминатор 2: Судный день», «Малыш на драйве».
- Презентации фильмов: «Тайна Печати дракона: путешествие в Китай», короткометражного фильма «Магия превыше всего», короткометражного фильма по игре «Papers, please!».
- Предпоказ сериала «Команда Э»[27] творческого сообщества «КЛИКЛАК»[28].

### Специальные гости фестиваля
- Сергей Дружко — актёр, телеведущий, певец, музыкант, режиссёр телевидения. Ведущий канала "Druzhko Sho на YouTu;ue
- Руслан Усачев — российский видеоблогер[29], создатель всероссийского фестиваля видеоблогеров «Видфест»;
- Виктор Гусев — телеведущий, спортивный комментатор «Первого канала»;
- Илья Прусикин — видеоблогер, актёр, режиссёр, сценарист, музыкант. Фронтмен группы Little Big;
- Андрей Смирнов — видеоблогер, участник творческого объединения «КликКлак»;
- Эльдар Джарахов — видеоблогер и рэп-исполнитель, участник и один из основателей коллективов «Успешная Группа» и «КликКлак»;
- Юрий Музыченко — актёр, видеоблогер, музыкант, артист театра «Лицедеи», основатель студии татуировок «Backstage Tattoo», фронтмен группы The Hatters;
- Александр Соколов — видеоблогер[13], критик и обзорщик кино;
- Виталий Егоров — сотрудник российской частной космической компании «Dauria Aerospace», блогер и популяризатор космонавтики;
- Андрей Садовский — заведующий Научно-образовательным центром ИКИ РАН (НОЦ ИКИ РАН);
- Александр Хохлов — эксперт, популяризатор космонавтики, конструктор Центрального научно-исследовательского и опытно-конструкторского института робототехники и технической кибернетики (ЦНИИ РТК);
- Юлий Онешко — видеоблогер;
- Артур Кутахов — видеоблогер;
- Денис Колмыков — видеоблогер;
- Евгений Попадинец — видеоблогер;
- Александр Мазин — популярный российский писатель-фантаст;
- Никита Аверин — современный автор-фантаст, популярный блогер и сценарист;
- Дмитрий Громов — писатель-фантаст. Вместе с соавтором Олегом Семёновичем Ладыженским известен под псевдонимом Генри Лайон Олди;
- Олег Ладыженский — писатель-фантаст. Известен под псевдонимом Генри Лайон Олди (соавтор Дмитрий Громов);
- Наталья Жильцова — писательница, автор книг в жанрах классического и романтического фэнтези;
- Алексей Пехов — писатель, работающий в основном в жанре фэнтези;
- Елена Бычкова — писатель, работает в жанре фэнтези. Постоянный соавтор Алексея Пехова, Натальи Турчаниновой;
- Наталья Турчанинова — российский писатель, работает в основном в жанре фэнтези;
- Александр Соколов — российский научный журналист и популяризатор науки. Основатель и главный редактор научно-просветительского портала Антропогенез.ру;
- Масанори Фукусима — Генеральный консул Японии в Санкт-Петербурге;
- Алия Прокофьева — основатель и владелец частной космической компании «Галактика»
- Дмитрий Пучков — российский писатель, публицист и переводчик, известный под творческим псевдонимом «старший оперуполномоченный Goblin». Разработчик компьютерных игр, блогер.
- Андрей Емельянов - член Федерации космонавтики, Заслуженный испытатель космической техники.

## Проблемы
После проведения фестиваля 2017 года образовалась задолжность перед арендодателями в 8 млн рублей. По официальным данным организатора фестиваля многие спонсоры отказались от участия в мероприятии в последний момент, когда бюджет фестиваля уже составлял порядка 30 миллионов рублей. Значительная часть от этой суммы пошла на аренду «Экспофорума».
После длительных переговоров компания Geekers сумела достичь соглашения с Санкт-Петербургским выставочным центром «Экспофорум». Последний предоставил event-агентству отсрочку на уплату задолженности и согласился предоставить площадку для проведения будущих мероприятий.
Одним из важных факторов одобрения на проведения фестиваля в дальнейшем стала поддержка посетителей фестиваля в социальных сетях. Люди, неравнодушные к будущему фестиваля провели акцию под хештегами #старконживи #СтарконИстории.
Итогом соглашения сторон стало подписание договора, в котором указано, что крупнейший в России и Прибалтике фестиваль научной фантастики, кино и игр «Старкон» не прекратит своё существование как минимум до 2022 года.

### Конфликт с косплей-сообществом
В 2021 году "Старкон" попал в заголовки новостей из-за скандала, связанного с новым конкурсом эротического косплея. Конкурс был назван в честь мода Hot Coffie к игре GTA (отсылка к проституции и однократному сексу без обязательств), при этом проводить его предполагалось в закрытой зоне для посетителей без достаточной охраны.
Косплей-сообщество напомнило о проблеме безопасности на фестивалях, связанной с сексуальными домогательствами к посетительницам (причём вне зависимости от откровенности костюма и возраста косплеера). Конкурс на "Старконе" для косплееров выглядел, как поощрение подобного поведения. Точно такой же неуместный конкурс с полуобнажёнными участниками проводился и раньше под названием "фитнес-косплей", но таких скандалов вокруг него не было, видимо, из-за другого названия.
Попытки организаторов дать ответ только ухудшили ситуацию. Модераторы откровенно поддерживали оскорбления и сексуальные домогательства в адрес участниц, обвиняли их в развратном поведении, а каким-то девочкам предложили или нарядиться Шреком, или похудеть.
Итогом стал масштабный бойкот мероприятия под хэштегом #янеидунастаркон.
В 2022 году скандал продолжился, поскольку организаторы всё ещё настаивают на проведении конкурса Hot Coffee, а косплееры в ответ игнорируют всё мероприятие.

## 2023 год
В 2023 году Старкон прошел 2 и 3 сентября в общественном культурно-деловом пространстве "СевКабель Порт.

## 2024 год
В 2024 году Старкон прошел 4 и 5 мая в общественном культурно-деловом пространстве "СевКабель Порт.

## Фестивали
| Дата          | Город           | Место проведения                | Количество участников |
| ------------- | --------------- | ------------------------------- | --------------------- |
| 1999-2002     | Москва          | —                               | —                     |
| 2003          | Москва          | ДК «Маяк»                       | Более 100             |
| 2004          | Санкт-Петербург | Дворец учащейся молодежи        | Более 150             |
| 2005-2011     | Москва          | ДК ВВЦ                          | Более 350             |
| 2012          | Санкт-Петербург | КДЦ «Московский»                | Более 1 200           |
| 2013          | Санкт-Петербург | Экспоцентр «Гарден-Сити»        | Более 5 000           |
| 2014          | Санкт-Петербург | Выставочный комплекс «Ленэкспо» | Более 15 000          |
| 2015          | Санкт-Петербург | Выставочный комплекс «Ленэкспо» | Более 40 000          |
| 2016          | Санкт-Петербург | КВЦ «ЭкспоФорум»                | Более 65 000          |
| 2017          | Санкт-Петербург | КВЦ «ЭкспоФорум»                | Более 60 000          |
| 29-30.06.2018 | Санкт-Петербург | КВЦ «ЭкспоФорум»                |                       |
| 02-03.05.2022 | Москва          | ГлавClub                        |                       |
| 29-30.10.2022 | Санкт-Петербург | КСК "М-1 Арена"                 |                       |
| 02-03.09.2023 | Санкт-Петербург | СевКабель Порт                  |                       |
| 04-05.05.2024 | Санкт-Петербург | СевКабель Порт                  |                       |